# Adán cromosómico

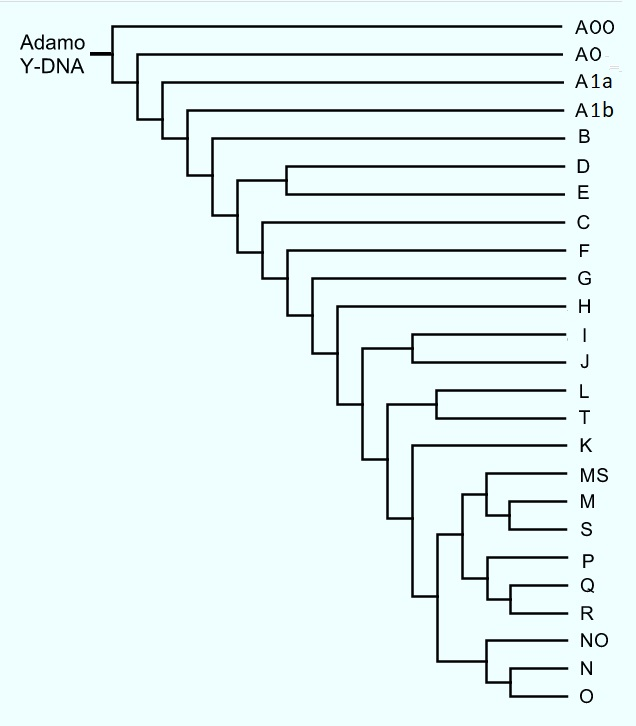
Árbol genealógico humano del cromosoma Y.

Según la genética poblacional humana del cromosoma Y, el Adán cromosómico o Adán cromosómico-Y habría sido un hombre africano (homólogo de la Eva mitocondrial) que en la evolución humana correspondería al ancestro común más reciente humano masculino que poseía el cromosoma Y del cual descienden todos los «cromosomas Y» de la población humana actual.
Por ello, el Adán cromosómico-Y correspondería a un único antepasado masculino del cual convergería el ADN del cromosoma Y de toda la población actual de Homo sapiens (seres humanos).
Se han realizado varias estimaciones sobre la antigüedad del Adán cromosómico-Y que van de los 60 000 años a los 140 000. En 2012 se descubrió el haplogrupo A00, hasta ahora el de mayor divergencia y gran antigüedad, lo que extendió la edad estimada de nuestro ancestro común a 340 000 años aproximadamente. Sin embargo, una comparación entre los haplogrupos humanos más antiguos con el haplogrupo del cromosoma Y neandertal, permite estimar una antigüedad aproximada de 275 000 años para el Adán cromosómico. (véase: Haplogrupos del cromosoma Y humano)

## Nomenclatura
El Adán cromosómico-Y recibe su nombre del personaje bíblico Adán que se relata en el libro del Génesis (en la Biblia).
Esto ha llevado a algunos malentendidos entre el público general. Una opinión común es creer que este Adán habría sido el único hombre que vivía en su tiempo. Sin embargo otros creen que hombres anteriores a Adán pertenecientes igualmente a aquella época, probablemente también habrían tenido descendencia hasta hoy en día. Sin embargo, solo el Adán cromosómico-Y fue quien produjo una línea «completa» de hijos varones hasta el día de hoy; y es el ancestro del cual converge toda la población actual.
También se lo denomina ACMR-Y (en inglés Y-MRCA), siglas del «ancestro común más reciente según el cromosoma Y».

## Origen
El Adán cromosómico-Y sería el varón del cual descienden todos los cromosomas Y, que determinan el sexo masculino. 
Un estudio biológico de la Universidad de Stanford sobre 93 polimorfismos genéticos humanos hallados en este cromosoma, en 1000 individuos de 21 regiones del mundo, calculó que un antepasado o grupo de antepasados masculinos comunes a todos los humanos actuales vivió en África hace unos 40 000 a 50 000 años, lo que coincide con un estudio de 1996. Para el 2003 se calculaba una antigüedad de 60 000 años y se sostenía que el antepasado masculino común fue bastante posterior a la antepasada común, por razones que se desconocen y se consideraba que la aparición del Adán cromosómico-Y estaría relacionada con la Teoría de la catástrofe de Toba.
Sin embargo, los estudios en general no incluyen el genoma completo del cromosoma Y de todos los individuos testeados, por lo que era de esperar que estudios más profundos encontrasen mutaciones más antiguas. Es así que un equipo genetista italiano encontró en poblaciones aisladas del África Occidental, África del Norte y en pigmeos bakola del Camerún, los linajes relictos A1a y A1b, que aumentan la edad de Adán al menos al doble de lo previamente calculado, estimándose recientemente (2011) unos 142 000 años de antigüedad. Este mismo estudio sugiere que el origen del Adán cromosómico estaría en algún lugar de la región central-noroccidental de África; sin embargo, se afirma también que esta presunción es aún muy tentativa debido a que el muestreo de los hombres africanos es aún incompleto, como también es incompleto el conocimiento sobre los acontecimientos demográficos del pasado. Efectivamente, el descubrimiento de un linaje relicto muy antiguo en una familia afroamericana de Carolina del sur extendería la antigüedad del Adán cromosómico hasta los 340 000 años.

### Cromosomas-Y actuales con un origen más antiguo
En el año 2013 se detectó una muestra de ADN proveniente del National Geographic Genographic Project, cuyo análisis del cromosoma Y, resultó pertenecer a un linaje de ramificación aún más temprana de un cromosoma Y (cromosoma A00), de hace 338 000 años; mucho más antiguo que el más antiguo Homo sapiens conocido en el registro fósil, (de 200 000 años aprox.). Los investigadores descubrieron que este cromosoma era similar a un tipo de cromosoma Y presentes en baja frecuencia en los Mbo (una pequeña población que vive en el oeste de Camerún, en la África subsahariana). Este antiguo linaje del cromosoma Y, pertenecería a un homínido anterior a nosotros, seguramente algún Homo heidelbergensis. Se postula que este cromosoma estaría presente en algunos humanos modernos producto de un proceso de introgresión producido en África entre un ancestro "Homo sapiens moderno" con un "Homo sapiens arcaico".

## Comparación entre Adán cromosómico-Y y Eva mitocondrial
Así como los cromosomas-Y se heredan por vía paterna, las mitocondrias se heredan por vía materna. 
Por lo tanto es válido aplicar los mismos principios con estos.
El ancestro común más cercano por vía materna ha sido apodado Eva mitocondrial.
Sin embargo es muy importante aclarar que, de acuerdo con lo que el conocimiento actual es capaz de explicar, los Adán y Eva científicos no habrían vivido ni en la misma época ni en la misma región dentro de África. Por el contrario, según la diversidad genética, se estima que mientras la existencia del Adán cromosómico habría tenido lugar en el África centro-occidental, Eva habría vivido en el África sudoriental.
Por otra parte, un equipo de investigación de la Universidad de Stanford secuenció los cromosomas Y de 69 hombres de todo el mundo y descubrieron cerca de 9000 hasta ahora desconocidas variaciones de la secuencia de ADN. Utilizaron estas variaciones para crear un reloj molecular más confiable y encontraron que Adán vivió hace entre 120 000 y 156 000 años. Un análisis comparativo de secuencias de ADN mitocondrial de los mismos hombres sugirió que Eva vivió hace entre 99 000 y 148 000 años. Lo que indica que el Adán Cromosómico existió antes que la Eva mitocondrial.

## Descendientes
El árbol filogenético del Adán cromosómico se organiza en grupos de haplotipos (haplogrupos) del siguiente modo:
| Haplogrupos del cromosoma Y humano |                  |   |   |    |    |    |    |    |   |   |     |     |     |     |    |    |    |    |     |     |     |    |    |   |
|                                    | Adán cromosómico |   |   |    |    |    |    |    |   |   |     |     |     |     |    |    |    |    |     |     |     |    |    |   |
|                                    | A                |   |   |    |    |    |    |    |   |   |     |     |     |     |    |    |    |    |     |     |     |    |    |   |
|                                    |                  |   |   | BT |    |    |    |    |   |   |     |     |     |     |    |    |    |    |     |     |     |    |    |   |
|                                    |                  | B | B | B  | CT | CT |    |    |   |   |     |     |     |     |    |    |    |    |     |     |     |    |    |   |
|                                    |                  |   |   | DE | DE | CF | CF | CF |   |   |     |     |     |     |    |    |    |    |     |     |     |    |    |   |
|                                    |                  |   | D | E  |    | C  | C  | F  | F | F |     |     |     |     |    |    |    |    |     |     |     |    |    |   |
|                                    |                  |   |   |    | C1 | C2 |    | G  | H | H | IJK | IJK | IJK | IJK |    |    |    |    |     |     |     |    |    |   |
|                                    |                  |   |   |    |    |    |    |    |   |   | IJ  | K   | K   | K   | K  | K  | K  |    |     |     |     |    |    |   |
|                                    |                  |   |   |    |    |    |    |    |   | I | J   |     |     | LT  | K2 | K2 | K2 | K2 | K2  | K2  |     |    |    |   |
|                                    |                  |   |   |    |    |    |    |    |   |   |     |     | L   | T   |    | MS | MS | MS | MS  | P   | P   | P  | NO |   |
|                                    |                  |   |   |    |    |    |    |    |   |   |     |     |     |     |    | M  | S  |    | Q   | R   | R   |    | N  | O |
|                                    |                  |   |   |    |    |    |    |    |   |   |     |     |     |     |    |    |    |    |     | R1  | R1  | R2 |    |   |
|                                    |                  |   |   |    |    |    |    |    |   |   |     |     |     |     |    |    |    |    | R1a | R1a | R1b |    |    |   |
|                                    |                  |   |   |    |    |    |    |    |   |   |     |     |     |     |    |    |    |    |     |     |     |    |    |   |